# Ryoma Watanabe
Ryoma Watanabe (渡邊 凌磨 Watanabe Ryoma?, Saitama, 2 de octubre de 1996) es un futbolista japonés que juega como centrocampista en el Urawa Red Diamonds.

## Trayectoria

### Clubes
| Club                   | País     | Año       |
| ---------------------- | -------- | --------- |
| F. C. Ingolstadt 04 II | Alemania | 2015-2018 |
| Albirex Niigata        | Japón    | 2018-2019 |
| Montedio Yamagata      | Japón    | 2020      |
| F. C. Tokyo            | Japón    | 2021-2023 |
| Urawa Red Diamonds     | Japón    | 2024-     |

### Distinciones individuales
| Distinción                                                                | Año  |
| ------------------------------------------------------------------------- | ---- |
| Jugador del partido vs Inter de Milán - Copa Mundial de Clubes de la FIFA | 2025 |